# Povlečení

Bílé povlečení matrace, deky a polštářů

Povlečení (též ložní prádlo) jsou výměnné textilie sloužící k obalování matrací a lůžkovin (polštář, peřina a další.). Základem jsou prostěradlo, povlak na přikrývku a povlak na polštář. V širším smyslu pak mezi lůžkoviny můžeme počítat ještě doplněk v podobě ochranného potahu na matraci (chránič matrace, matracový chránič) a přehoz přes postel.[zdroj?]

## Účel
Povlečení má trojí funkci, je ochranou proti znečištění matrace a lůžkovin, zvyšuje tepelný komfort lůžka a plní i funkci estetickou. Povlečení je velmi důležité z hygienických důvodů, protože se člověk během spánku potí a také se mu odlupují mikroskopické šupinky odumřelé pokožky. Tyto pak spolu s potem znečišťují použité textilie. Odumřelé šupinky pokožky jsou potravou pro roztoče, jejichž exkrementy pak mohou u citlivých osob vyvolat alergické reakce. Z tohoto důvodu je důležitá pravidelná výměna povlečení. To by mělo být uzpůsobeno k snadnému
převlékání a mělo by být snadno čistitelné, pokud možno pratelné na vyšší teplotu. Existují i speciální povlečení či povlaky pro lidi s alergií na prachové roztoče, které chrání před kumulací roztočů a jejich alergenů uvnitř lůžkovin. Ty jsou ošetřeny buďto chemicky, nebo jsou z velmi hustě tkané textilie. Nejmodernější varianta ochrany jsou netkané textilie z nanovláken. Největším výrobcem certifikovaných výrobků s českou nanovlákennou membránou je firma nanoSPACE. Povlečení může sloužit i k estetickým účelům, může dokreslovat atmosféru pokoje, přispívat k útulnosti místnosti.[zdroj?]

## Materiál
Tradičními materiály pro výrobu povlečení jsou přírodní vlákna a z nich zejména bavlna, len a přírodní hedvábí. Nejužívanějším z nich je bavlna, která je pak často v různých poměrech kombinována s materiály syntetickými, zejména s polyesterem.[zdroj?]

## Zápínání
Nejběžnějším zapínáním povlečení jsou zejména knoflíky, ať už nitěné či plastové, dále pak zipy, tkanice a zvláště v ubytovacích zařízeních jen prosté přehyby tvořící kapsu, do níž se přikrývka či polštář vloží (tzv. hotelový uzávěr).[zdroj?]

## Údržba
Povlečení lze prát v automatické pračce při teplotě max 40 °C. Nižší prací teploty prodlužují životnost povlečení. Povlečení by se mělo prát naruby a zapnuté. Je možné následně využít sušičku a žehlit naruby při teplotě žehličky do 200 °C. Krepové povlečení se nežehlí vůbec. Při žehlení povlečení s plastovými částmi jako je knoflík nebo zip je třeba dbát zvýšenou opatrnost na to, aby žehlička nepřišla do kontaktu s těmito částmi.[zdroj?]
Protiroztočové lůžkoviny se perou jen jednou ročně bez aviváže na 40 °C, v nutných případech na 60 °C, v pracím gelu nebo prášku bez obsahu chlóru a fosforu. Nedoporučuje se sušení v sušičce ani žehlení, protože by mohlo dojít k porušení ochranné bariéry.

## Jak vybrat správnou velikost
Pokud plánujete nákup ložního povlečení, nejprve si změřte velikost polštáře a přikrývky, pro které povlečení nakupujete. Naměřené rozměry polštáře a přikrývky často odpovídají rozměrům povlečení (rozměry přikrývky mohou být o cca 5 cm menší než povlečení a to z důvodu snadnější výměny). Tyto rozměry bývají většinou uváděny v centimetrech.V obchodech se nejčastěji setkáte s povlečením, které má rozměr povlaku na polštář 70x90 cm a rozměr povlaku přikrývky 140x200, 140x220 nebo 200x220 cm. Balení povlečení se skládá minimálně ze dvou částí a to z povlaku na přikrývku a povlaku na polštář. Problém tak nastává v tom případě, pokud spíte na polštáři, který má jiný rozměr než 70x90 cm a nebo spíte na polštáři, který je anatomický (oproti klasickém polštáři má nepravidelný tvar a mnohdy bývá vyšší).